# Epilissus striatus
Epilissus striatus là một loài bọ cánh cứng trong họ Bọ hung (Scarabaeidae).